# Centro Histórico de Sabará

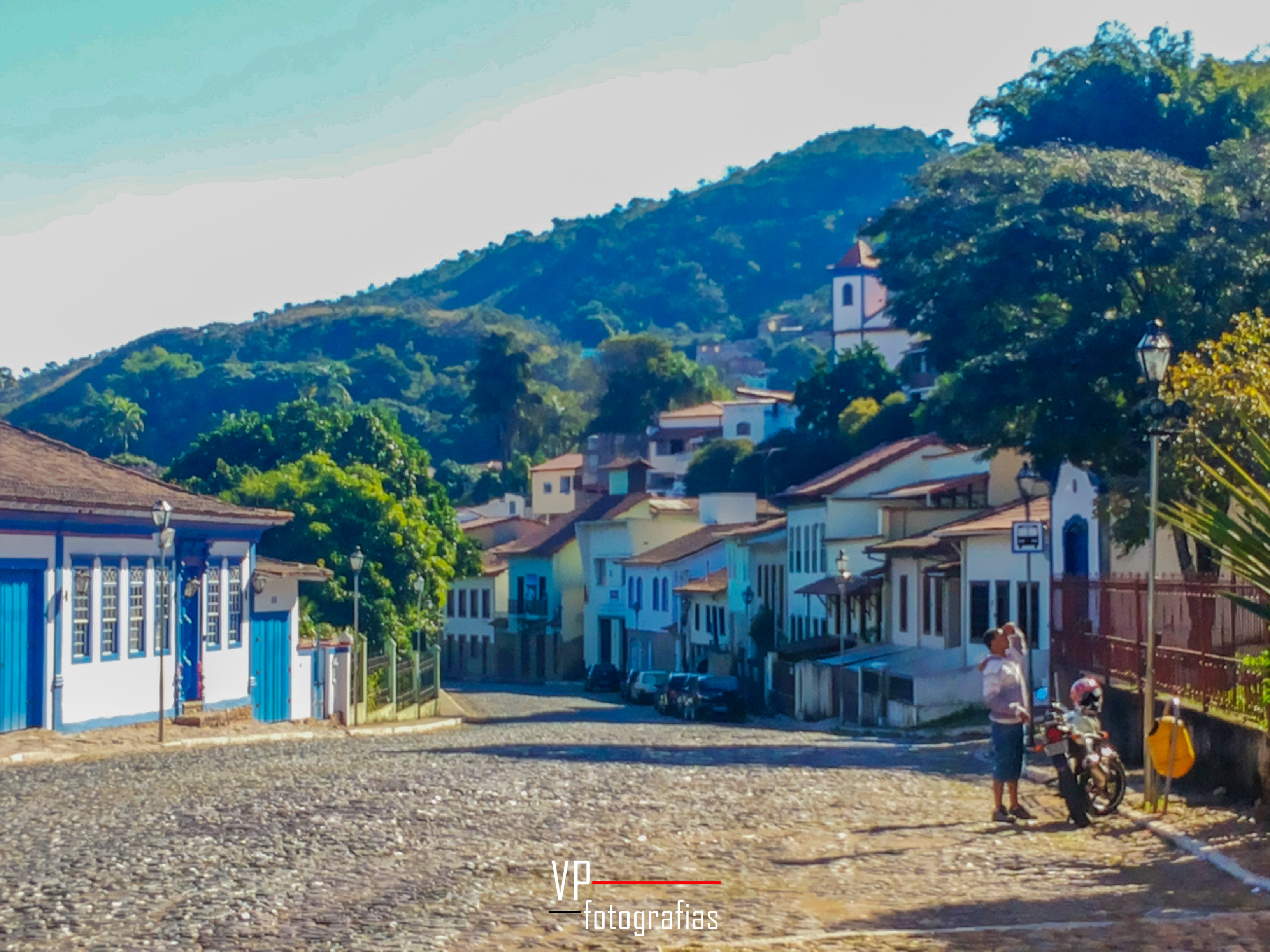
Detalhe de uma rua no Centro Histórico

O Centro Histórico de Sabará é o núcleo antigo e um bairro da cidade brasileira de Sabará, no estado de Minas Gerais, a mais antiga do estado e uma das principais cidades do Ciclo do Ouro. O Centro preserva importante casario e monumentos do Barroco brasileiro, e foi tombado pelo Instituto do Patrimônio Histórico e Artístico Nacional.

## História

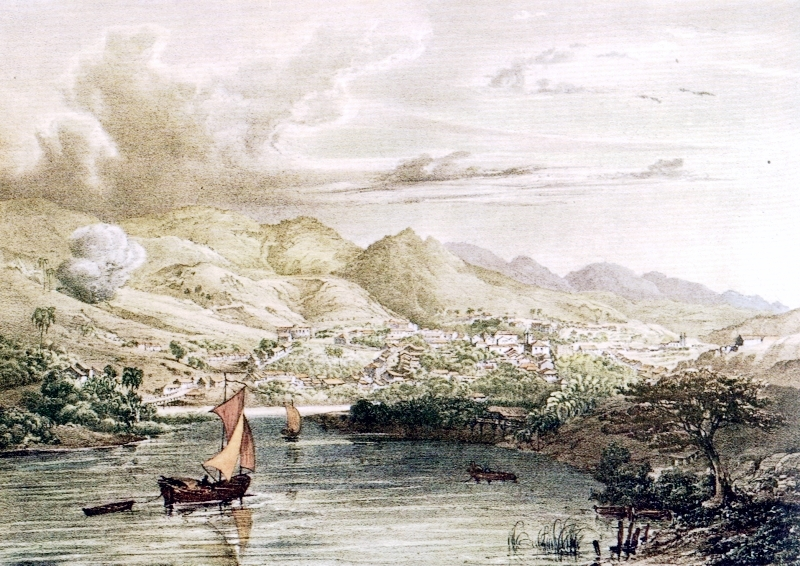
Vista de Sabará a partir do rio das Velhas, gravura de Rugendas, c. 1820

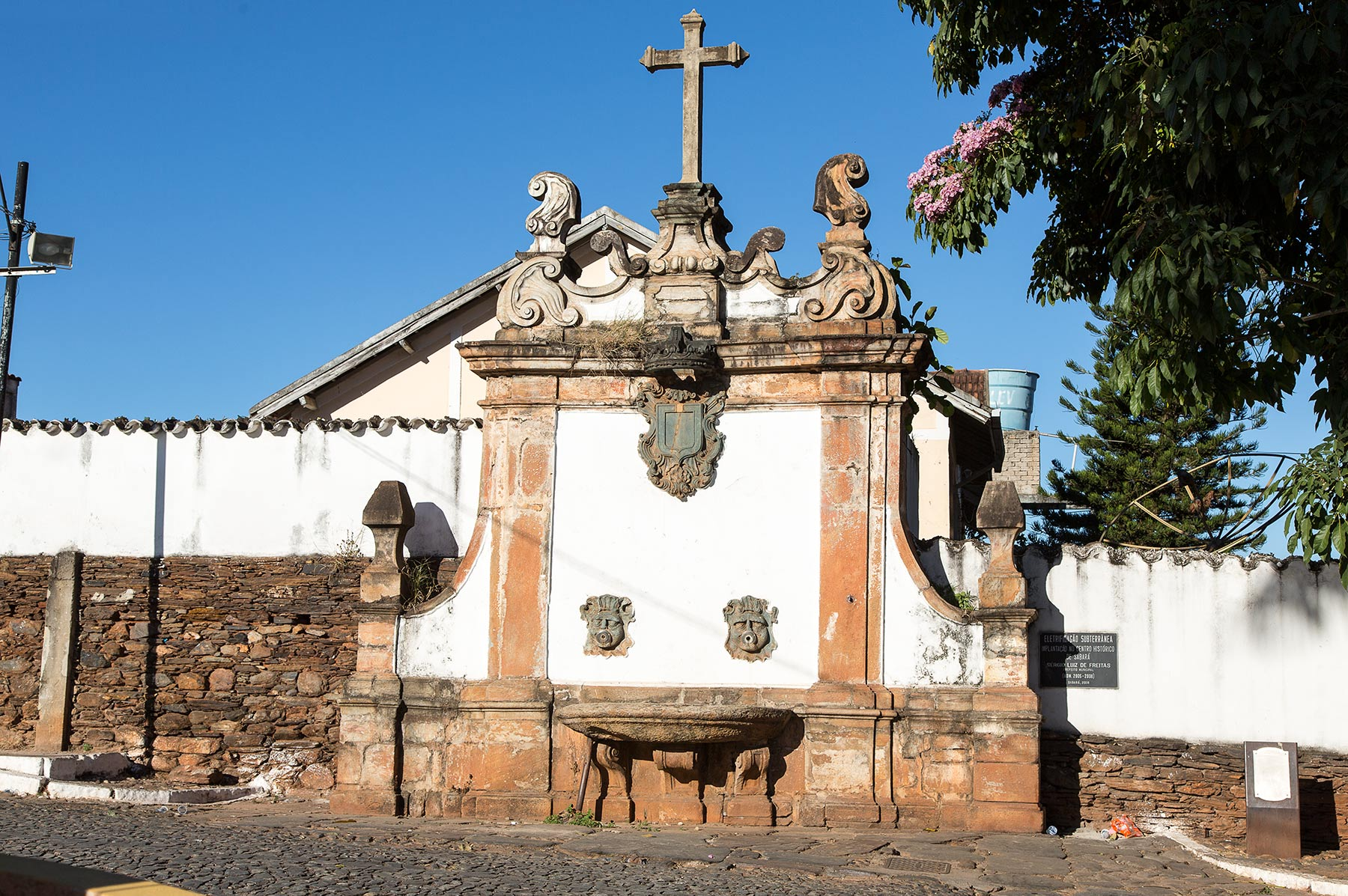
Chafariz do Rosário

Situada na Região Metropolitana de Belo Horizonte, Sabará é o mais antigo centro de povoamento português do estado, estabelecido na confluência do Rio Sabará com o Rio das Velhas. A área era chamada pelos indígenas de Sabarabuçu, nome que significa "pedra grande brilhante" ou "serra resplandecente". Era um lugar cercado de lendas sobre tesouros. Começou a ser colonizada com a chegada de criadores de gado em meados do século XVII, que fundaram uma capela dedicada a Nossa Senhora da Conceição. Pouco depois diversas bandeiras paulistas percorreram a região à procura de ouro, prata e pedras preciosas, atraídos pelas lendas que corriam sobre as riquezas escondidas no Sabarabuçu. A região é de fato rica em minérios e Sabará se tornou um dos principais centros de mineração durante o Ciclo do Ouro.
A fundação do arraial é atribuída a Borba Gato, membro da bandeira de Fernão Dias, que em torno de 1674 fundou uma feitoria em Roça Grande, às margens do Rio das Velhas. Borba Gato encontrou ouro no rio, o que atraiu uma multidão de garimpeiros e desencadeou a formação de arraiais ao longo do seu percurso. Em torno de 1682 foram encontradas na área pedras verdes que se julgou serem esmeraldas, fazendo com que o povoamento se expandisse. O arraial de Sabará só foi oficializado em 1700 durante a visita do governador Artur de Sá e Menezes, reunindo os arraiais da Roça Grande, da Barra, dos Porcos, da Igreja Velha, do Bom Retiro e da Mouraria, tendo sua sede em Barra. Freguesia em 1707, em 17 de julho de 1711 foi elevada à condição de vila, com o nome de Vila Real de Nossa Senhora da Conceição de Sabarabuçu, sendo então dotada de melhoramentos urbanísticos, Casa de Câmara e Cadeia, pontes, chafarizes, encanamentos, calçamento das ruas, capelas e de uma nova Matriz. Em 1714 se tornou sede de uma comarca, e em 6 de março de 1838 se tornou cidade, já com seu nome resumido a Sabará. Ao contrário de outras vilas mineiras, onde a Matriz, a Casa da Câmara e Cadeia e o Pelourinho ficavam próximos, em Sabará as sedes administrativa e religiosa se localizavam em arraiais diferentes. Os prédios da administração civil ficaram em Barra, e a Igreja Matriz em Igreja Velha.

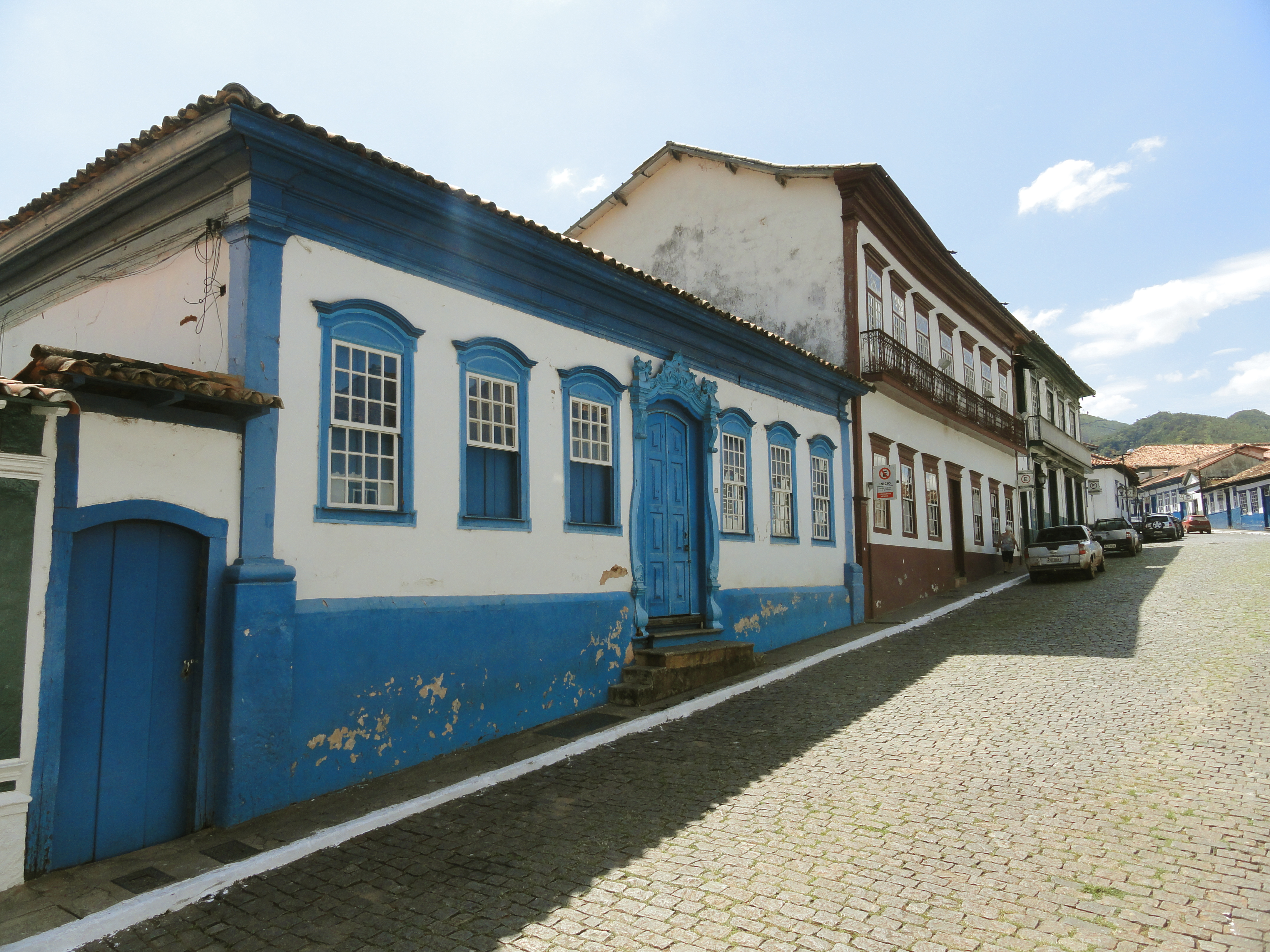
Rua em Sabará

Sabará cresceu como uma típica vila colonial portuguesa de zona montanhosa, com ruas estreitas e sinuosas calçadas de pedra irregular, ladeadas por casario de um ou dois pavimentos, com habitações contíguas, construídas sem espaço entre si no alinhamento da via pública, dotadas de fachadas despojadas com aberturas de vergas retas ou em arco abatido e cobertura de telhas de barro capa-canal. O tratamento plástico das edificações era extremamente homogêneo.
Durante a fase mais dinâmica da mineração, Sabará conheceu uma intensa atividade edificatória. Passado o auge do ouro, a cidade conseguiu manter uma economia relativamente dinâmica, através da exploração da navegação pelo Rio das Velhas. No fim do século XIX as ferrovias substituíram o rio, inserindo Sabará no ciclo de exploração do ferro, acelerado em 1920 com a chegada da Companhia Siderúrgica Belgo-Mineira, que deu um forte impulso à sua economia. Essa atividade econômica ininterrupta provocou uma transformação igualmente constante no perfil urbano, com a substituição de edificações antigas por novas em outros estilos, especialmente depois do século XIX, além de se expandirem os limites urbanos com diversos loteamentos.
Apesar disso, a parte mais antiga conservou uma significativa homogeneidade morfológica, típica do século XVIII, possibilitando seu tombamento pelo IPHAN em 1938, um dos primeiros que o órgão realizou, complementado em 1965 com o tombamento da Rua Direita, embora haja algumas intrusões de casas neoclássicas e ecléticas em meio ao casario colonial. Na descrição do IPHAN, "entre as esquinas das ruas da República e Comendador Viana até à Praça Santa Rita e Rua Luiz Cassiano, estão as edificações que constituem o conjunto mais homogêneo que dá força e identidade a todo o logradouro. Destacam-se interessantes sobrados com sistema construtivo em alvenaria de adobe, cunhais de madeira e vãos moldurados com sobrevergas trabalhadas e guarda-corpo em madeira recortada". Segundo Jaqueline Santos, "a estrutura urbana tradicional de Sabará, caracterizada pela grande pregnância e identidade, expressa-se através de um todo coeso e homogêneo".

## Tradições culturais

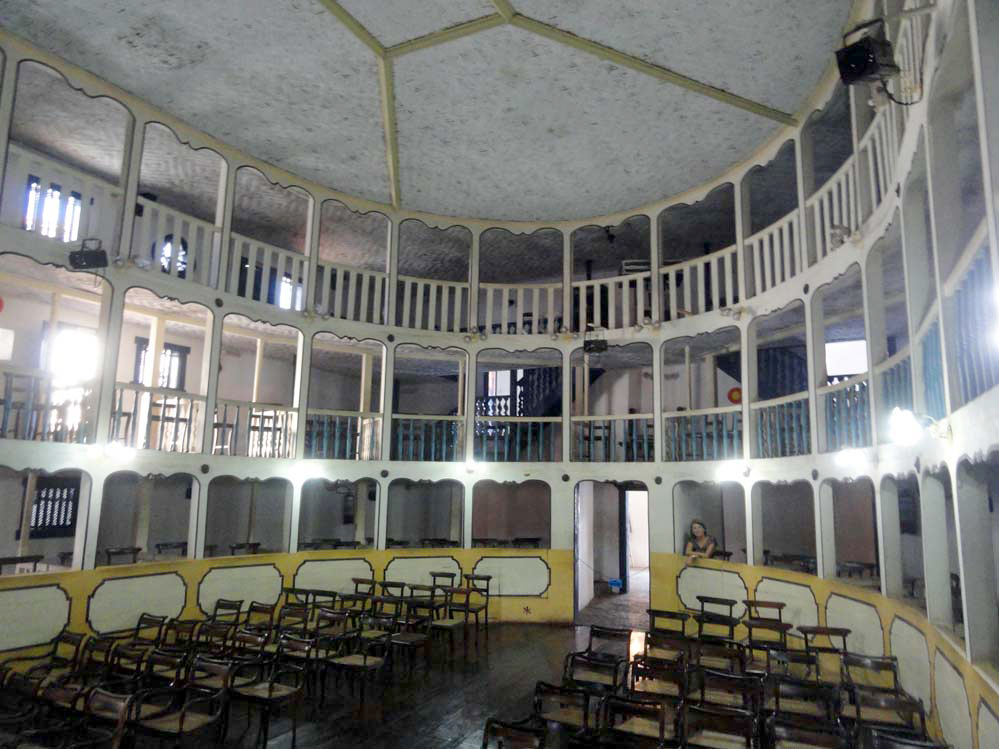
Interior do Teatro Municipal

A maioria dos eventos públicos que ocorrem em Sabará ocorre no Centro, que é o coração vital da cidade. Lá são organizadas celebrações cívicas, religiosas, festivas, culturais e artísticas, bem como manifestações políticas. A cidade tem uma rica e antiga tradição cultural. As artes floresceram no início principalmente voltadas para as igrejas, que concentravam o luxo decorativo durante o período colonial, especialmente a talha em madeira, a escultura e a pintura, bem como a música. Desde o início do século XVIII há registro de intensa atividade de músicos profissionais nas missas, procissões e funerais, assim como nas solenidades da Câmara.
Quando às habitações, nos interiores em geral havia pouca mobília e pouca decoração, ainda que houvesse variações de acordo com a classe social. Uma pesquisa de Isaac Ribeiro revelou que, no século XVIII, em 43,53% dos inventários estudados na comarca, não foi listado sequer um item de mobília, embora provavelmente não fossem considerados como patrimônio inventariável itens como redes de dormir, caixas e baús, cestaria e peças feitas de bambu e trançados, que eram de uso comum na época e cumpriam a função de móveis. Já nos inventários da elite aparecem roupeiros, poltronas, camas, aparadores, oratórios, escrivaninhas, e em muitos casos esses móveis podiam ser ornamentados com entalhes, pinturas e douramentos, abrindo um mercado para os artesãos e artistas da madeira. Muitos exemplares dessa cultura material são preservados no Museu do Ouro de Sabará.

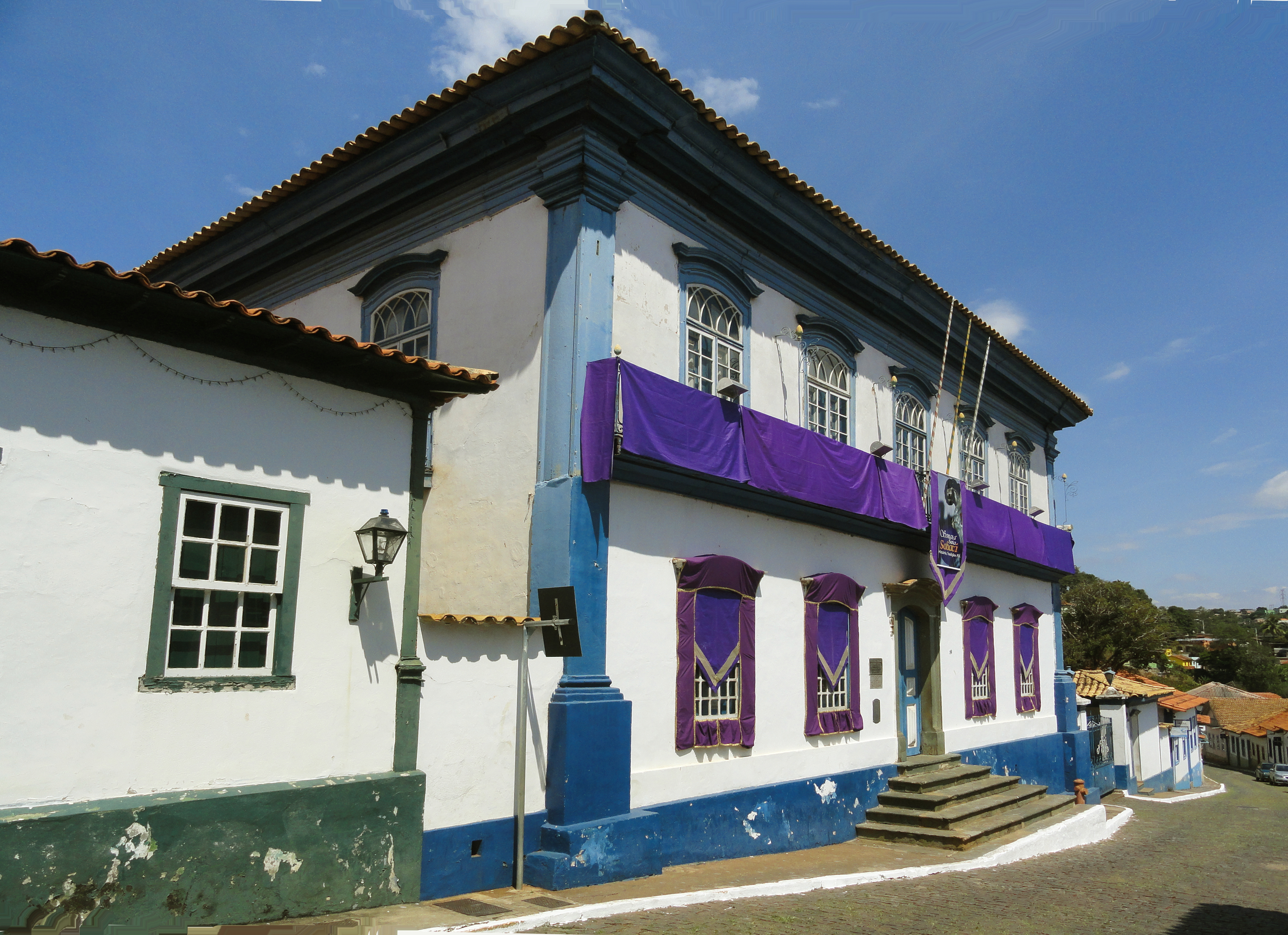
A Prefeitura engalanada com panos roxos para as festas da Semana Santa de 2018

Em 1770 já havia um teatro para óperas, dramas e comédias. As extravagantes festividades promovidas em setembro de 1795 para comemorar o nascimento de D. Francisco Antônio, príncipe da Beira, e que duraram dez dias, dão uma outra amostra da riqueza da história cultural de Sabará: as festas iniciaram com um préstito solene de oficiais da Câmara e da governança, acompanhados por arauto, cavaleiros e uma banda, anunciando a abertura das comemorações. Depois houve missas, matinas e Te Deums em ação de graças, procissões noturnas com fogos, banquetes, bailes, discursos, ruas enfeitadas com ramos e flores, cavalhadas, touradas, recitais de ópera, dança, poesia e música coral e instrumental, fogos de artifício, toques de sinos, e festas nas ruas com música, dança e comida, com maciça concorrência da população, e com um custo de mais de um conto de reis. Muitas outras festas desse porte ocorreram ao longo de muitos anos.
Entre as celebrações mais importantes estão o Festival de Inverno, organizado todos os anos para comemorar o aniversário da cidade, com dezenas de programações, incluindo exposições, grandes shows de música popular, concertos de música erudita, teatro, dança, oficinas e esportes, a Festa da Jabuticaba, que atrai um público de mais de 140 mil pessoas, e as da Semana Santa, declaradas Patrimônio Imaterial de Sabará. No Centro o visitante também pode conhecer o artesanato típico e as especialidades culinárias de Sabará.

## Conservação

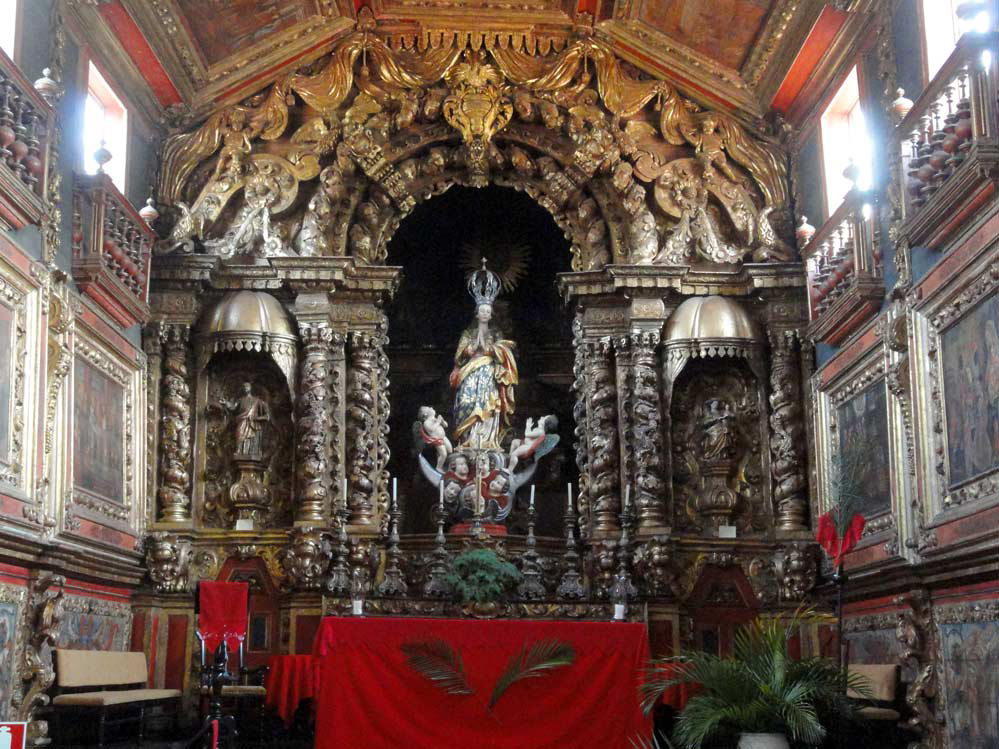
Interior da Igreja Matriz de Nossa Senhora da Conceição

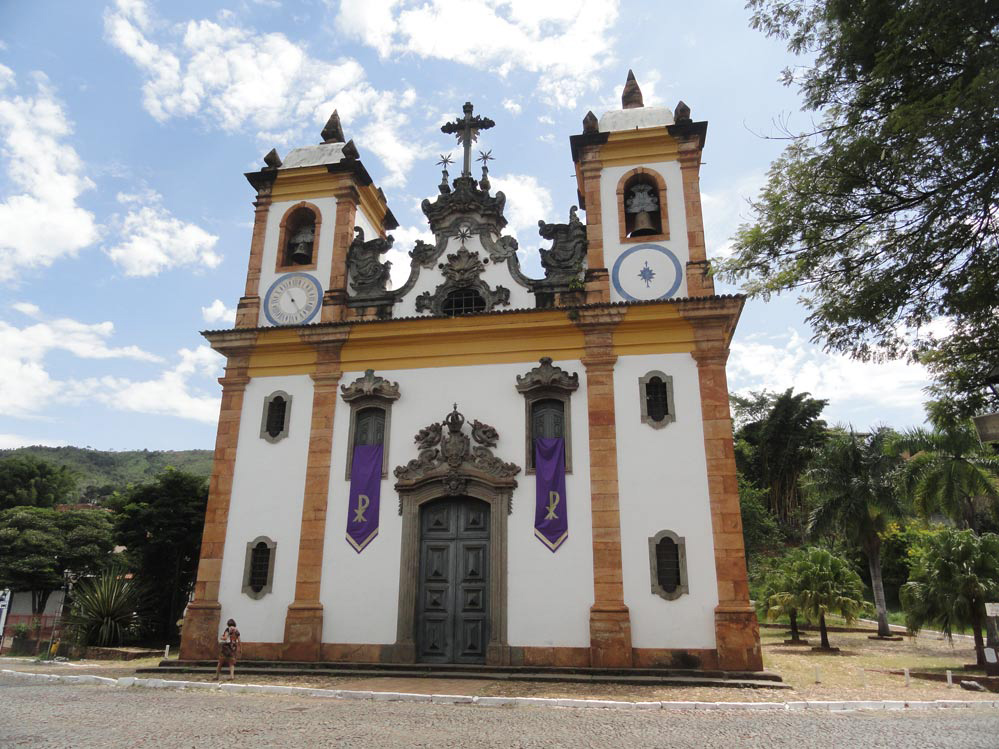
Igreja de Nossa Senhora do Carmo

O IPHAN tombou o conjunto do Centro Histórico da cidade, havendo 19 tombamentos de bens individuais. Quatro edifícios são protegidos pelo Instituto Estadual do Patrimônio Histórico e Artístico, e 23 tombados pelo Município. O Plano Diretor municipal declarou o Centro Área de Proteção ao Patrimônio Cultural I. Seu valor histórico é amplamente reconhecido, tornando Sabará contemporaneamente um importante polo de turismo na região, sendo integrado a dois importantes roteiros turísticos intermunicipais, o da Estrada Real e do Circuito do Ouro, mas o Centro ainda é um bairro residencial. Tem um comércio ativo. Muitas casas foram convertidas em lojas, bares, restaurantes e pousadas, mas as adaptações em geral são adequadas em termos de conservação patrimonial. Na pesquisa de opinião que Santos fez entre os moradores, todos deram impressões positivas sobre suas vivências no local e se mostraram identificados com o Centro e sua historicidade, expressando o desejo de vê-lo bem conservado.
Apesar do seu valor como monumento, o Poder Público reconhece que há problemas a serem resolvidos no manejo e conservação do Centro Histórico e sua exploração para o turismo, incluindo uma gestão mal integrada entre o município, a comunidade e a iniciava privada; estrutura deficitária para eventos de grande porte; pouca infraestrutura de apoio ao turista; serviços desatualizados e pouco eficientes; políticas fracas para preservação dos bens históricos; dificuldades para conter o crescimento urbano desordenado, e outros.

## Principais marcos
Além do casario habitacional em estilo colonial, no Centro Histórico se destacam as igrejas de Nossa Senhora do Carmo, que contém obras de Aleijadinho e Francisco Vieira Servas, Nossa Senhora do Ó, São Francisco, Rosário dos Pretos e a Matriz de Nossa Senhora da Conceição, além dos chafarizes do Rosário e do Kaquende, o Solar do Padre Correia (sede da Prefeitura), o Teatro Municipal, a Casa da Intendência (atual Museu do Ouro), todos tombados individualmente pelo IPHAN.